# Кастелгомберто
Кастелгомбѐрто (на италиански и на венециански: Castelgomberto) е градче и община в Северна Италия, провинция Виченца, регион Венето. Разположено е на 100 m надморска височина. Населението на общината е 6109 души (към 2015 г.).